# شرياف (مناخة)

تعديل مصدري - تعديل

شرياف هي إحدى قرى عزلة بني إسماعيل بمديرية مناخة التابعة لمحافظة صنعاء، بلغ تعداد سكانها 332 نسمة حسب تعداد اليمن لعام 2004.